# Bali Aga
Bali Aga o Bali Mula è una tribù considerata la popolazione indigena di Bali. Si trovano principalmente nella parte orientale soprattutto nel Reggenza di Buleleng, nel Reggenza di Bangli e nel Reggenza di Karangasem  dell'isola e secondo il censimento del 2010 in Indonesia la loro popolazione era di 63 mila individui.
Appartengono all'etnia Austronesiana, come numerosi altri gruppi etnici nelle Piccole Isole della Sonda occidentali. Attualmente, la maggior parte di essi si trova nella parte orientale di Bali, in particolare a Bangli Regency, Buléléng Regency, Karangasem Regency e Kintamani. Si possono trovare anche nelle regioni nordoccidentali e centrali. Il popolo Bali Aga chiamato popolo Bali Gunung è un popolo che vive nei villaggi di Terunyan. Per il popolo Terunyan, il termine "Bali Aga" (Montagne di Bali) è considerato un insulto con l'ulteriore significato di "stupida gente di montagna"; pertanto, preferiscono utilizzare invece il termine "Bali Mula" (letteralmente "balinese originale") che collega le pratiche di assistenza all'infanzia del popolo Trunyan con il loro background etnografico

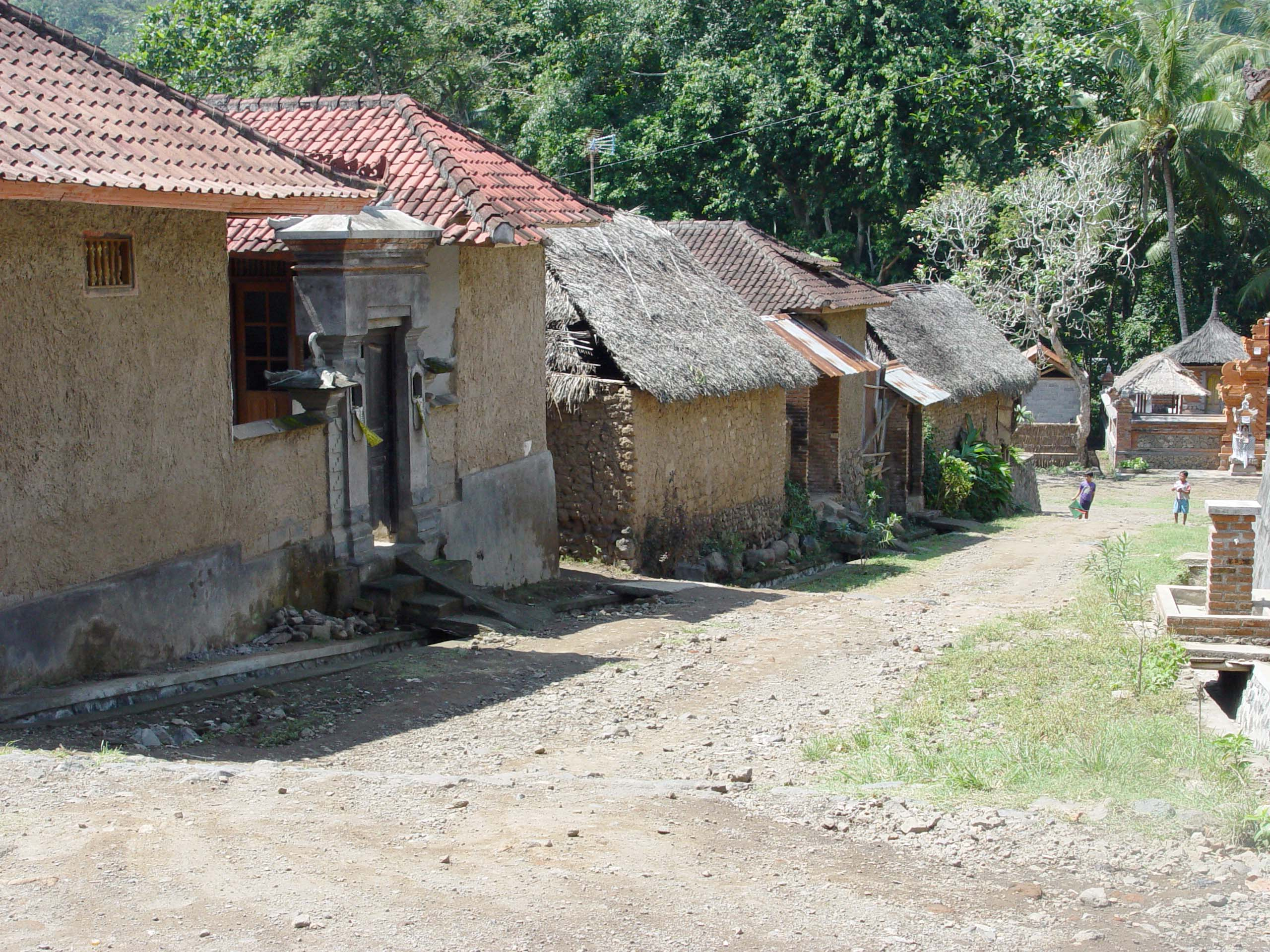
Villaggio Bali Aga di Tenganan

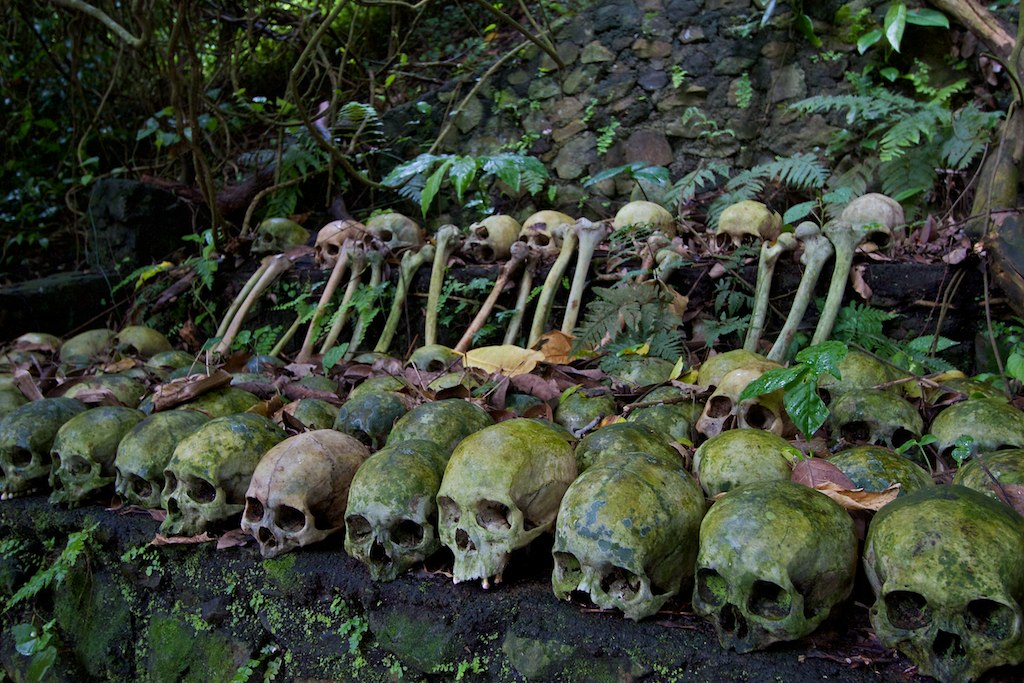
Tomba del teschio nel villaggio di Trunyan

Questa tribù ha vissuto a Bali prima che le tribù esterne all'area arrivassero a Bali. Queste persone discendono da popolazioni austronesiane che si riunirono e in seguito formarono un villaggio.
La tribù Bali Aga più comune a Bali si trova nel villaggio di Tenganan e nel villaggio di Trunyan. La tribù Bali Aga si basa ancora su tradizioni e regole ottenute dai loro antenati e dal loro patrimonio. La tribù utilizza anche un dialetto che mostra la vera gente di Bali. Nel villaggio di Tenganan, le persone fanno una cravatta chiamata Pegeringsingan, e nel villaggio di Trunyan le persone mettono il corpo dentro l'albero dell'incenso. La ricca cultura e le tradizioni consuetudinarie fanno sì che i visitatori provenienti dall'Indonesia e dall'estero amino visitare il villaggio. Ci sono anche turisti che conducono ricerche lì per poter conoscere la conoscenza e il patrimonio nei villaggi di Bali Aga.